# Awaji-shima
Awaji-shima (japanisch 淡路島) ist eine 592,55 km² große Insel zwischen der Harima-See im Westen, der Bucht von Ōsaka im Osten und dem Kii-Kanal im Süden. Sie gehört zur Präfektur Hyōgo und ist die größte Insel der Seto-Inlandsee. Südwestlich in die Harima-See führt die Naruto-Straße und südöstlich in die Bucht von Osaka die Kitan-Straße. Im Norden ist sie über die Akashi-Kaikyō-Brücke mit der japanischen Hauptinsel Honshū, im Süden über die Naruto-Brücke mit der Insel Shikoku verbunden.

## Geografie
Awaji-shima ist nahezu durchgehend hügelig mit dem Yuzuruha-san (諭鶴羽山) als höchster Erhebung von 608,0 m Höhe.
Südlich vor Awaji-shima liegt Nushima, südöstlich in der Kitan-Straße die Tomogashima-Gruppe und südwestlich in der Naruto-Straße Ōge-jima, Takashima und Shimada-shima. Daneben ist Awaji-shima von diversen Eilanden umgeben:
Narugashima (成ヶ島; 34° 17′ 13″ N, 134° 57′ 12″ O) eine Sandbank in der Kitan-Straße,
Kemuri-jima (煙島; 34° 14′ 54″ N, 134° 42′ 29″ O) und
Ōzono-shima (大園島; 34° 14′ 32″ N, 134° 41′ 21″ O) in der Fukura-Bucht im Süden,
Okinoshima (沖の島; 34° 15′ 27″ N, 134° 40′ 16″ O) vor Ibi im Südwesten und
Benten-shima (弁天島; 34° 17′ 30″ N, 134° 39′ 15″ O) vor Anaga-Shichigawa im Westen.
Das Klima der Insel ist, wie im ganzen Gebiet um die Seto-Inlandsee, relativ mild.

## Verwaltungsgliederung
Die Insel gliedert sich in die Stadtkreise Awaji, Sumoto und Minamiawaji. Die größte Stadt der Insel ist Sumoto. Zum 1. März 2021 lebten auf der Insel etwa 125.000 Einwohner.

## Geschichte
Vor der Gründung der Präfektur Hyōgo bildete die Insel vom 7. bis ins 19. Jahrhundert die Provinz Awaji. Awaji bedeutet „Weg nach Awa“, da sich Awaji-shima zwischen der Hauptinsel Honshū und der früheren Provinz Awa, der heutigen Präfektur Tokushima befindet. Im Kojiki wird die Insel mythologisch als Awaji no ho no sawake no shima (淡道之穂之狭別島) bezeichnet. In der Edo-Zeit regierten ab 1615 die Daimyō von Tokushima, die Hachisuka-Familie, auch Awaji.

## Wirtschaft
Die Wirtschaft Awaji-shimas ist stark landwirtschaftlich geprägt. Neben Viehzucht sind Zwiebeln ein typisches Produkt. Neben der Straßenanbindung an Honshū und einer nationalen Gartenschau wurden umfangreiche Infrastrukturmaßnahmen durchgeführt, die die Attraktivität der Insel stark gefördert haben.

## Verkehr
Auf Awaji-shima gibt es keine Eisenbahn mehr. Vom 26. November 1922 bis 30. September 1966 überquerte eine 23,4 km lange, 1948 mit 600 V Gleichstrom elektrifizierte, kapspurige (1067 mm) Bahnstrecke (淡路鉄道) die Insel zwischen Sumoto und Fukura, von wo es Fährverbindungen nach Tanagawa bzw. Naruto gab.
Die Insel lag bis zur Eröffnung der Akashi-Kaikyō-Brücke 1998 infrastrukturell im Schatten der nahegelegenen Agglomerationen auf Honshū und Shikoku. Durch die Autobahnverbindung Honshū-Awaji-Naruto sowie umfangreiche Straßenaus- und neubauten ist die Insel jetzt für den Autoverkehr gut erschlossen und dient als direkte Verbindung zwischen dem Ostteil Shikokus und dem Ballungsgebiet Kōbe-Osaka-Kyōto.
Wurde die Naruto-Brücke im Süden noch für Straße und Schiene konzipiert, hat die rein auf Straßenverbindung ausgelegte Akashi-Brücke die Beschränkung auf Individual-, Bus- und Lkw-Verkehr gewissermaßen zementiert. Über die Straße von Akashi verkehren nach wie vor auch Personen- und Auto-Fähren, Schiffsverbindungen gibt es auch von Sumoto nach Kōbe und zum Flughafen Kansai. Shikoku ist von Awaji-shima aus nur über die Brücke mit dem Auto oder dem Bus erreichbar.

## Sonstiges
Der Norden der Insel hat im Hanshin-Erdbeben 1995 neben Kōbe den größten Schaden erlitten. Auf der durch Hokutan-chō verlaufenden Verwerfung des Noshima-Grabens wurde ein anschauliches Erdbeben-Museum eingerichtet.
Zwischen Awaji-shima und Shikoku befindet sich der Naruto-Strudel, ein beliebtes Touristenziel.
Berühmt ist auf Awaji-shima auch das Puppenspiel Ningyō Jōruri.
Der berühmte japanische Architekt Tadao Ando hat auf Awaji-shima den Wassertempel Hompuku-ji errichtet. Weitere Touristenziele sind die Reste des „Awaji Kokubun-ji“ (淡路国分寺跡) und des „Awaji Kokubun-niji“ (淡路国分-尼寺跡).